# Zelená Ves (Úštěk)
Zelená Ves (německy Gründorf), někdy zmiňovaná jako Zelená Ves u Habřiny, je zaniklá ves na pomezí Českého Předměstí a Českolipského Předměstí v Úštěku v okrese Litoměřice. Jádro bývalé vsi je situováno na druhou pláž rybníka Chmelař, na jeho severovýchodním okraji, u kempů Oáza a Na konci.

## Historie

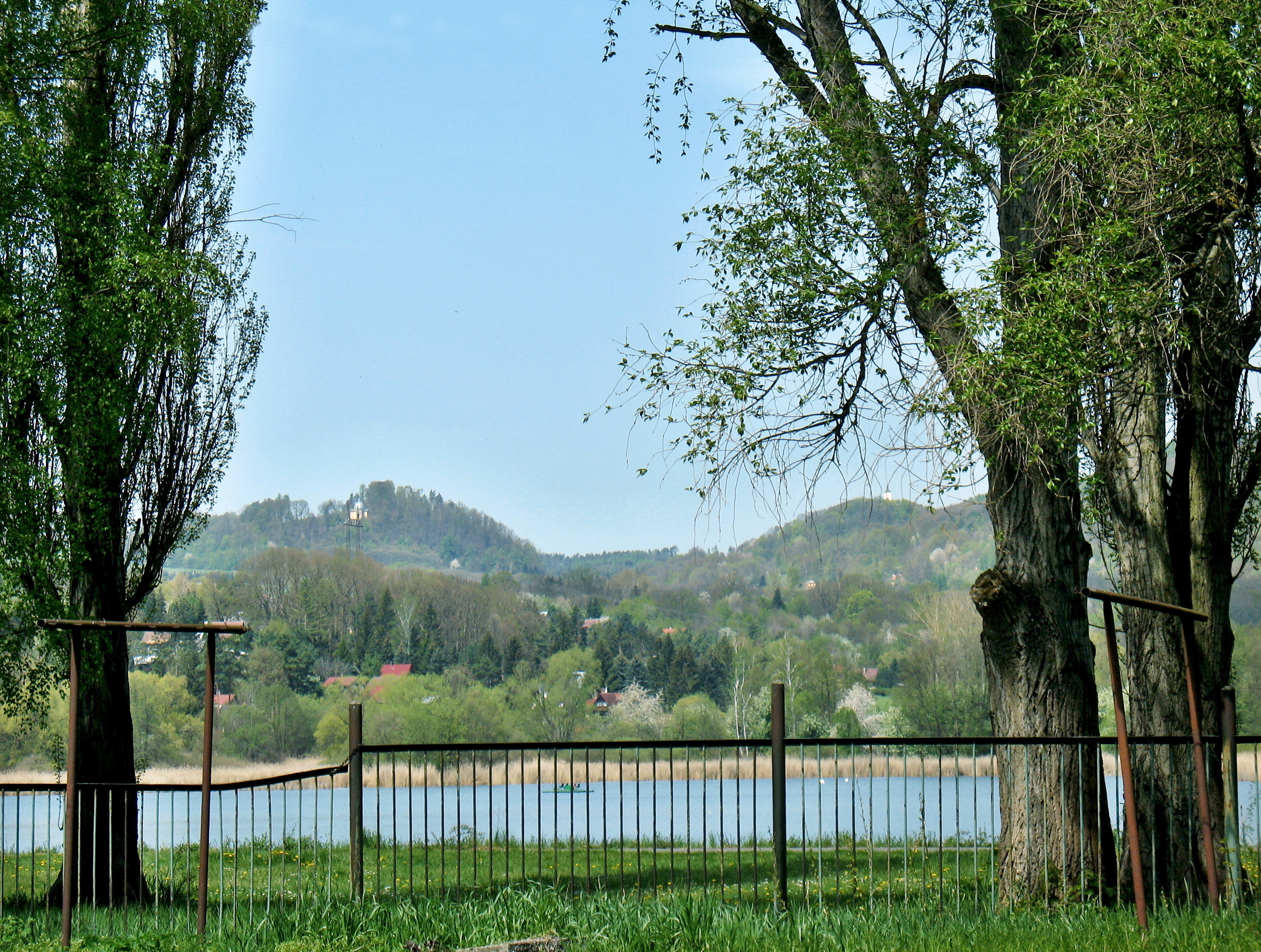
Pohled od úštěckého nádraží na rybník Chmelař, u jehož protějšího břehu stávala zaniklá Zelená Ves

Jako Zelená ves či Zelená Ves (Zelená Ves u Úštěku) je označována též vesnice, která vznikla po zrušení jezuitského řádu (1773) rozparcelováním dvorů a půdy jezuitského dvora u Rybniční ulice, přičemž není zřejmé, zda má jít o označení téže vsi; Památkový katalog NPÚ vede obě Zelené Vsi jako dvě různé lokality. Úštěcký jezuitský dvůr je někdy zmiňován jako součást Zelené Vsi.
Lexikon obcí zmiňuje Zelenou Ves k roku 1869 i později jako příslušenství města Ouštěk, později Úštěk. K roku 1900 měla 34 domů a 206 obyvatel a nacházela se zde chmelnice. K roku 1921 je uváděno 32 domů a 192 obyvatel.
Ves byla původně založena na místě vysušeného Velkého rybníka, založeného ve středověku, a zcela zanikla mezi lety 1950–1960 po vybudování rybníka Chmelař, respektive jeho obnovení.

## Obyvatelstvo
Při sčítání lidu v roce 1921 zde žilo 190 obyvatel (z toho 94 mužů), z nichž bylo osm Čechoslováků a 182 Němců. Kromě čtyř evangelíků byli římskými katolíky. Podle sčítání lidu z roku 1930 měla vesnice 183 obyvatel: deset Čechoslováků a 173 Němců. Až na dva členy církve československé a jednoho žida se hlásili k římskokatolické církvi.
|           | 1869 | 1880 | 1890 | 1900 | 1910 | 1921 | 1930 | 1950 |
| --------- | ---- | ---- | ---- | ---- | ---- | ---- | ---- | ---- |
| Obyvatelé | 98   | 131  | 130  | 206  | 182  | 190  | 183  | .    |
| Domy      | 16   | 18   | 18   | 34   | 32   | 32   | 33   | 6    |